# Simão, o Fantasma Trapalhão
Simão, o Fantasma Trapalhão é um filme de comédia e fantasia brasileiro de 1998, dirigido por Paulo Aragão, escrito e estrelado por Renato Aragão e vagamente baseado na obra O Fantasma de Canterville de Oscar Wilde. Foi o segundo filme de Aragão a conter o elemento "fantasmas", sendo que o primeiro havia sido Os Fantasmas Trapalhões em 1987.
O filme foi a estreia da cantora Ivete Sangalo e do ator Luciano Szafir nos cinemas. Além de contar com a participação especial da apresentadora Angélica, que à época participava de seu quarto filme ao lado de Aragão.

## Sinopse
O milionário Dr. Hiram (Oswaldo Loureiro) e sua mulher Lucélia (Eloísa Mafalda) compram um castelo assombrado, pois querem um fantasma só deles. Assim, nas férias vão com os netos conhecer a propriedade, mas Didi (Renato Aragão) e Dedé (Dedé Santana), os dois motoristas da família, não estão gostando nada da situação. Ao chegarem lá, os dois com muito medo, encontram a governanta  Srª Dolsty (Dirce Migliaccio) e ambos pensam que ela é uma das assombrações do lugar. Na mesma noite, Didi monta guarda em frente ao quarto das crianças e estas resolvem provocar Simão (Roberto Guilherme) o fantasma que asombra o local e que aparece para assustar todo mundo. Virgínia (Fernanda Rodrigues), a neta mais velha, desaprova essa brincadeira e acaba fazendo amizade com Simão, pedindo a ele desculpas pelo comportamento dos outros.
Assim, Simão e Virgínia têm uma pequena conversa na qual ele diz que há dois séculos não dorme e que só conseguirá sua libertação se alguém encontrar um valioso tesouro que está escondido em alguma parte do castelo. Virgínia promete ajudá-lo. Ela então apresenta Simão para Didi, Dedé e as crianças e explica para todos a situação.
Assim como nos demais filmes, Didi se apaixona por uma das personagens, vivendo uma desilusão amorosa. Neste filme, isto se passa com Estrela (Ivete Sangalo) a bela e misteriosa jardineira do castelo, que guarda um grande segredo.

## Elenco[2]
- Renato Aragão como Didi
- Dedé Santana como Dedé
- Roberto Guilherme como Simão
- Fernanda Rodrigues como Virgínia
- Marcelo Augusto como Marcelo
- Oswaldo Loureiro como Dr. Hiram
- Eloísa Mafalda como Dona Lucélia
- Dirce Migliaccio como Srª. Dolsty (Dona Ghost)
- Daniel Ávila como Leonardo "Léo"
- Debby Lagranha como Luiza
- Pedro Kling como Pedro "Pedrinho"
- Ivete Sangalo como Estrela
- Luciano Szafir como  Simão (forma original)

Participações especiais
- André Mattos como garçom da lanchonete
- Angélica como ela mesma / Simão disfarçado